# König der Freibeuter
König der Freibeuter (Originaltitel: The Buccaneer) ist ein US-amerikanischer Abenteuerfilm von Anthony Quinn aus dem Jahr 1958. Bei der Oscarverleihung 1959 war der Film in der Kategorie „Bestes Kostümdesign“ nominiert. Die einzige Regiearbeit Quinns ist eine Neuverfilmung von Der Freibeuter von Louisiana aus dem Jahr 1938.

## Handlung
Der Pirat Jean Laffite herrscht über eine kleine Insel in der Mississippi-Mündung vor New Orleans. Gegen Ende des Britisch-Amerikanischen Krieges schickt Großbritannien Schiffe, die die Hafenstadt angreifen sollen. Der amerikanische General Andrew Jackson will seine Soldaten auf Lafittes Insel stationieren, um die Stadt besser verteidigen zu können. Die Bewohner der kleinen Insel sympathisieren aber mit den Briten und möchten sich mit diesen verbünden. Die Situation verschärft sich, da Lafitte im Herzen durchaus Amerikaner ist und sich in Annette, die Tochter des Gouverneurs von Louisiana, William Claiborne, verliebt hat.

## Hintergrund
Cecil B. DeMille sollte mit König der Freibeuter eine Neuverfilmung seines eigenen Films Der Freibeuter von Louisiana drehen. Da sich DeMilles Gesundheitszustand aber stark verschlechtert hatte, übergab er die Regie an seinen damaligen Schwiegersohn Anthony Quinn, der 1938 die Rolle des „Beluche“ gespielt hatte. Die Premiere des Films fand am 1. Dezember 1958 statt, DeMille starb nur wenige Wochen später im Januar 1959.
In der Originalversion spricht er eine 2 Min. kurze Einleitung zum Film, in der er vor einer Wandkarte die historische Lage erklärt.

## Kritiken
Die Zeitschrift Cinema beschrieb den Film als „dramaturgisch oft unbeholfen und sentimental“. Das Lexikon des internationalen Films urteilte: „breit ausgespielt, mit nur geringer Spannung. Beachtung verdient der Sinn für ungewohnte Farbwirkungen.“

## Nominierungen
Ralph Jester, Edith Head und John Jensen waren 1959 für den „Oscar für das beste Kostümdesign“ nominiert.